# Fünf Fuji-Seen

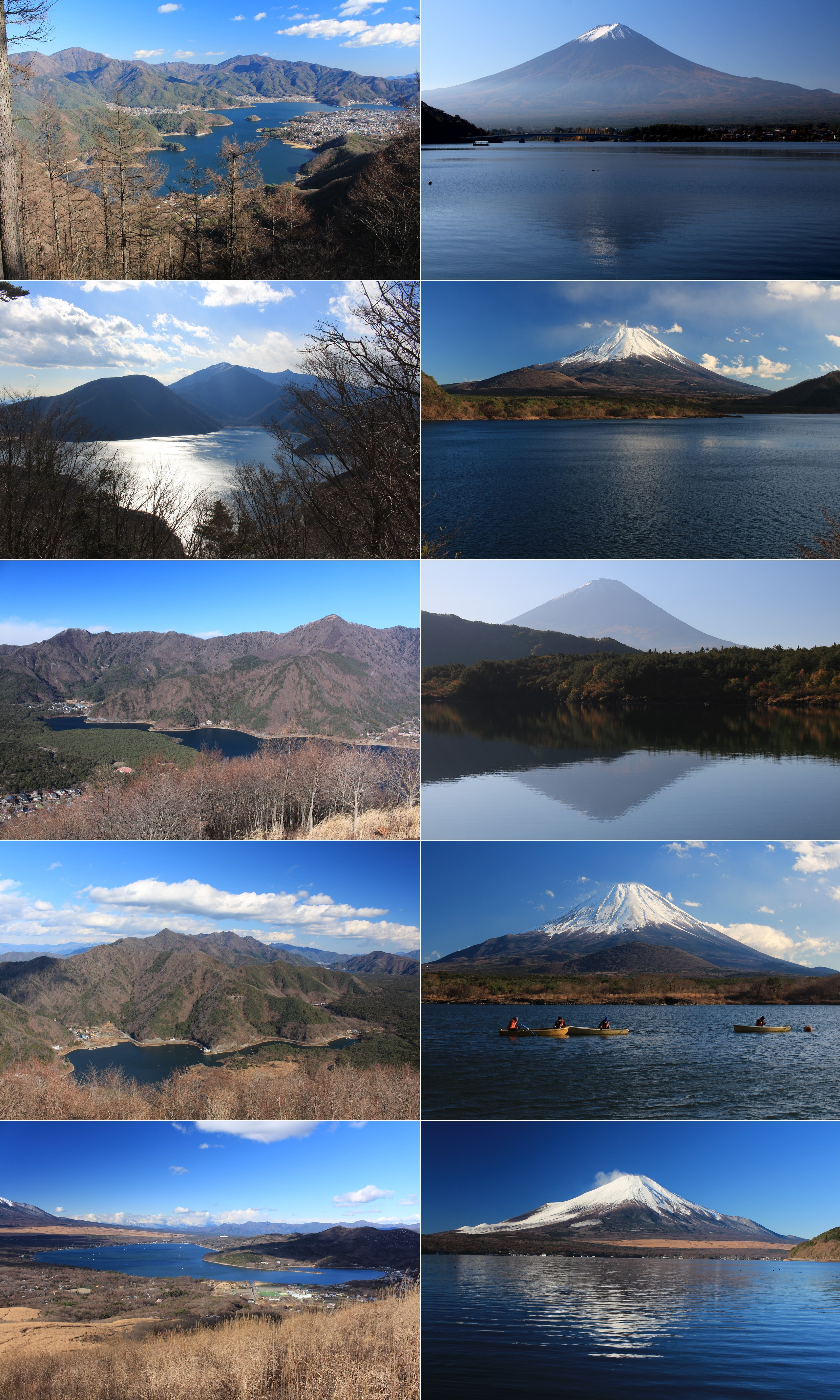
Fünf Fuji-Seen und Fuji
Kawaguchi-See
Motosu-See
Saiko
Shōji-See
Yamanaka-See

Die fünf Fuji-Seen (japanisch 富士五湖 Fuji goko) liegen am nördlichen Fuß des Fuji in der Präfektur Yamanashi in Japan. Sie enthalten Quellwasser vom Vulkan, dessen erstarrte Lava die an den Hängen niedergehenden Niederschläge über Jahrzehnte filtert und in die Seen entlässt.
Die Seen sind, in der Reihenfolge von West nach Ost:
- der Motosu-See (bei Kamikuishiki) (35° 27′ 51″ N, 138° 35′ 12″ O)
- der Shōji-See (bei Kamikuishiki) (35° 29′ 22″ N, 138° 36′ 31″ O)
- der Saiko – deutsch: Westsee (bei Fujikawaguchiko)
- der Kawaguchi-See (ebenfalls bei Fujikawaguchiko)
- der Yamanaka-See (bei Yamanakako) (35° 24′ 57″ N, 138° 52′ 16″ O)

Alle fünf Seen sind Teil des Fuji-Hakone-Izu-Nationalparks und stehen unter besonderem Natur- und Denkmalschutz. Sie sind außerdem beliebte Reise- und Ausflugsziele und spielen daher in der landesweiten Tourismusbranche eine große Rolle. Die Seen gelten als begehrtes Motiv in der traditionellen wie modernen Malerei sowie in der Panoramafotografie.
Im Nordwesten des Seengebietes grenzen der Shoji-See und der Saiko-See an das Aokigahara-Waldgebiet. In der Nähe des Saiko-Sees liegt die Saiko-Fledermaushöhle.
| Luftaufnahme | Name des Sees        | Fläche | Umfang   | max. Tiefe | mittl. Tiefe | Volumen     |
| ------------ | -------------------- | ------ | -------- | ---------- | ------------ | ----------- |
|              | 本栖湖 Motosu-See    | 470 ha | 11,82 km | 121,6 m    | 67,3 m       | 316 Mio. m3 |
|              | 精進湖 Shōji-See     | 50 ha  | 6,80 km  | 15,2 m     | 7 m          | 3,5 Mio. m3 |
|              | 西湖 Saiko           | 210 ha | 9,85 km  | 71,7 m     | 38 m         | 80 Mio. m3  |
|              | 河口湖 Kawaguchi-See | 570 ha | 20,94 km | 14,6 m     | 9,3 m        | 53 Mio. m3  |
|              | 山中湖 Yamanaka-See  | 680 ha | 13,87 km | 13,3 m     | 9,4 m        | 64 Mio. m3  |